# Krigsseilerregisteret
Krigsseilerregisteret (inrättades den 19 januari 2016) är en norsk webbplats - vars syfte är att skapa ett register över alla norska kvinnor, män och fartyg som seglade under perioden mellan 1939 och 1945 för de neutrala länderna, för Nortraship, norska inrikesflottan, Kungliga norska marinen, allierade och neutrala handelsfartyg och i allierade mariner. Webbplatsen är fortfarande under beredning. Registret/webbplatsen är på norska och engelska.